# Конкуртай
Конкуртай  — был монгольским князем и наместником Анатолии Ильханского ханства.

## Жизнь
Конкуртай родился у Хулагу-хана и Аджуджи Агучи, его жены-кидани-наложницы. Конкуртай был девятым сыном Хулагу и был старшим командующим во время правления своего брата Абаки. Он дважды назначался наместником Анатолии, сначала во время правления Абаки, а затем при Текудере. Его зимние квартиры находились на равнинах Казова недалеко от Токата, а само его наместничество сосредоточилось вокруг Кайсери.

## Деятельность  в Анатолии
Конкуртай был назначен командующим армией Ильханидов в Анатолии, а Шамс ад-Дин Джувейни - его визирем после битвы при Эльбистане в 1277 году, чтобы поддержать султанат Рум против восставших туркмен. Он преследовал Джимри, претендента на сельджукский престол, и нападал на его покровителей — Караманидов. Как следствие, Мехмет I из Карамана был схвачен и казнен вместе со своими сыновьями Махмудом и Караманом в октябре 1277 года. Конкуртай также уполномочил Сахиб Ата действовать от его имени. Он помог Кайхусраву III подчинить себе Караманидов и Эшрефидов в 1282 году. Однако Конкуртай был вынужден прекратить свою деятельность, узнав о смерти Абаки.
После смерти Абаки Конкуртай поддержал преемственность Текудера в Мараге, который взамен дал ему руку Токиятай Хатун, кераитской наложницы Хулагу и племянницы Докуз-хатун 12 июля 1282 года. Он также был повторно назначен наместником Анатолии. в тот же день.  Однако позже, во время правления Текудера, он перенес свой союз на Аргун, что вызвало подозрения у первого. Конкуртай был вызван в Карабах, обвинен в заговоре и 17 января 1284 г. арестован зятем Тегюдера Алинаком, наместником Грузии, и на следующий день казнен, сломав себе шею. Позже Аргун предал Текудера суду за смерть Конкуртая, который понес такое же наказание, как и он.

### Личность
Хамдулла Мустави описал его как мудрого правителя в Зафарнаме, в то время как Калавун считал его не только бесчестным, но и жестоким человеком.

## Семья
Он был женат на Токиятай Хатун (ум. 1292 г.), кераитской наложнице Хулагу и племяннице Докуз Хатун 12 июля 1282 г., и только двое из его детей достигли совершеннолетия:
- Эсен Тимур Харбанда (казнен Газаном в 1296 г. )
- Пулад
- Ильдар (казнен Газаном в 1296 г.)
- Ак Тимур
- Караи (умерла в младенчестве)
- Чангтимур (умер в младенчестве)
- Таштимур (умер в младенчестве)
- Асхигтимур (умер в младенчестве)
- Акаш м (умер в младенчестве)